# 中島お祭り資料館・お祭り伝承館
中島お祭り資料館・お祭り伝承館（なかじまおまつりしりょうかん・おまつりでんしょうかん）は、石川県七尾市中島町にある博物館。資料館と伝承館の総称は「能登中島 枠旗祭りの郷 祭り会館」、通称「祭り会館」である。

## 概要
中島地区の祭りで重要無形民俗文化財に指定されている「熊甲二十日祭の枠旗行事」（お熊甲祭り・枠旗祭り）のほか、七尾市中島町全域の祭りの資料を展示している。館内には実物大の枠旗の展示のほか、実際に祭りに使われている38の末社の猿田彦面などが展示されている。

## 交通アクセス
空路
- 能登空港から車で20分。

鉄道
- のと鉄道七尾線能登中島駅下車、徒歩30分（車で5分）。

バス
- 北鉄能登バス七富線「久麻加不都神社前」下車、徒歩5分。

車
- のと里山海道横田ICから1分。駐車場あり（バス12台、乗用車31台）。